# Toverschool
Een Toverschool is in J.K. Rowlings serie over Harry Potter een school waar les wordt gegeven in tovenarij aan heksen en tovenaars. In de boeken komen drie toverscholen voor: Zweinstein, Beauxbatons en Klammfels, alle drie in Europa. Op de website Pottermore zijn door J.K. Rowling nog meer scholen genoemd voor jonge heksen en tovenaars op andere continenten.
Zweinstein, in Schotland, is de bekendste school, waar onder meer Harry Potter wordt opgeleid. De andere scholen zijn Beauxbatons in Frankrijk en Klammfels, dat vermoedelijk ergens in het hoge noorden van Europa (Scandinavië) ligt (volgens Rowling in Zweden dan wel Noorwegen). De exacte locatie van Klammfels is echter niet bekend. In de verhalen wordt melding gemaakt van het feit dat er nog meer toverscholen zijn (onder meer in Brazilië), maar die worden niet bij naam genoemd.
De drie bekendste scholen, Zweinstein, Beauxbatons en Klammfels, kunnen deelnemen aan het Toverschool Toernooi waarbij het de bedoeling is om de meeste punten te behalen, en zo de Toverschool Trofee te winnen. Iedere school levert één deelnemer. Deze deelnemers worden uitgekozen door de Vuurbeker. Het Toverschool Toernooi speelde een belangrijke rol in boek 4.
In 2016 onthulde J.K. Rowling vier nieuwe scholen op de website Pottermore.

## Lijst van scholen
| Naam                        | Locatie                                 | Leerlingen uit                                              |
| --------------------------- | --------------------------------------- | ----------------------------------------------------------- |
| Beauxbatons                 | Pyreneeën, Frankrijk                    | Frankrijk, Nederland, België, Luxemburg, Spanje en Portugal |
| Castelobruxo                | Amazoneregenwoud, Brazilië              | Zuid-Amerika                                                |
| Klammfels                   | Noordelijk deel van Zweden of Noorwegen | In principe iedereen, maar voornamelijk Noord-Europa        |
| Zweinstein                  | Schotland, Verenigd Koninkrijk          | Verenigd Koninkrijk en Ierland                              |
| Ilvermorny                  | Noord-Amerika                           | Noord-Amerika                                               |
| Koldovstoretz               | Rusland                                 | Rusland                                                     |
| Mahoutokoro School of Magic | Minami (zuid) Iwo Jima, Japan           | Japan                                                       |
| Uagadou School of Magic     | Mountains of the Moon, Oeganda          | Afrika                                                      |